# Jessica Mitford
Pour les articles homonymes, voir Mitford.
Jessica Mitford est une auteure, militante politique et journaliste anglaise, née le 11 septembre 1917 à Gloucestershire (Angleterre) et morte le 22 juillet 1996 à Oakland (Californie).
Elle fait partie de la célèbre famille Mitford. Elle est devenue citoyenne américaine en 1944.

## Biographie

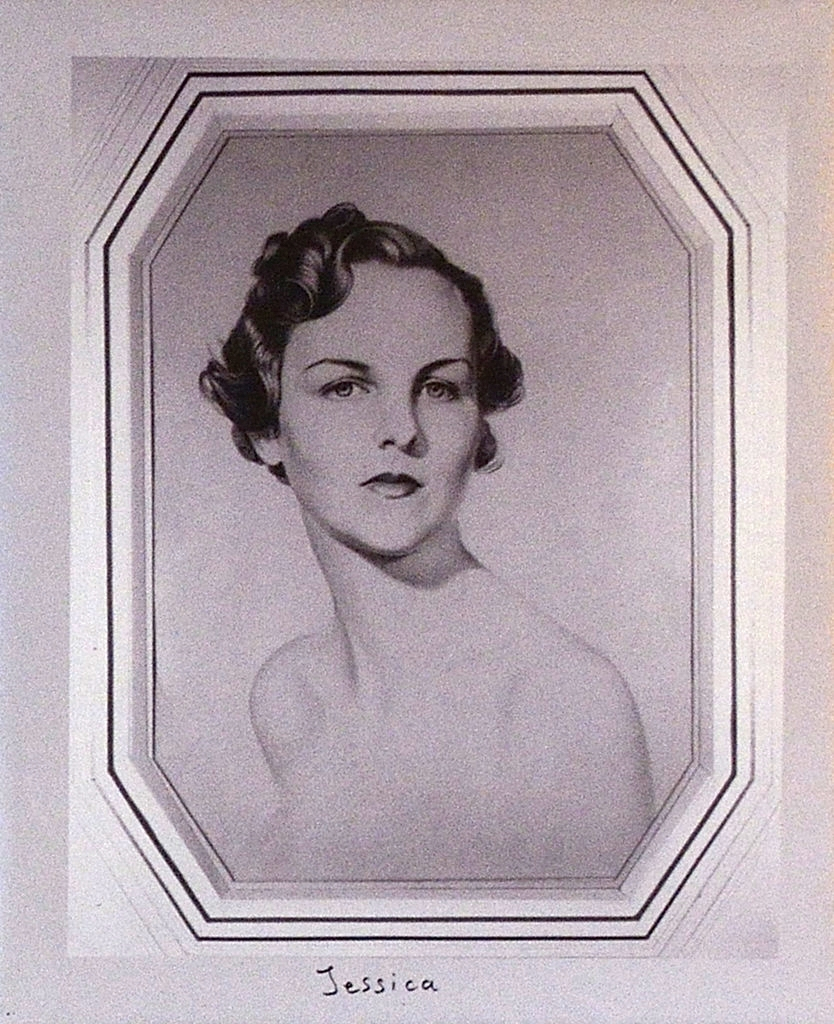
Jessica en 1937, peinte par William Acton.

Jessica Lucy Freeman-Mitford est le sixième enfant (et la cinquième fille) de David Freeman-Mitford (2e baron Redesdale), et de Sydney Bowles.
Jessica n’est pas la plus connue des « sœurs Mitford »: 
- Nancy est une écrivaine à succès (La poursuite de l'amour) ;
- Unity, pro-nazie, s'amourache d’Adolf Hitler et tente de se suicider à la déclaration de guerre, en septembre 1939, dans le Jardin anglais (der Englische Garten) de Munich ;
- Diana, pro-fasciste, est mariée à Oswald Mosley, leader fasciste anglais, et donne naissance à Max Mosley, l'organisateur de courses de Formule 1.

Pamela et Deborah ont des vies plus tranquilles, conformes au milieu aristocratique.
Jessica Mitford choisit le parti communiste. Elle est fascinée par un lointain cousin et neveu de Clementine Churchill, Esmond Romilly (en), qui publie un livre à 18 ans en 1935 avec son frère, dénonçant le système éducatif anglais qu'il a fui. Il s'engage à 18 ans pour rejoindre les Brigades internationales durant la guerre d'Espagne (1936-1939). Jessica le rejoint et l'épouse à Bayonne en mai 1937, tous deux âgés de 19 ans. Sa famille la fait rechercher par le ministre britannique Anthony Eden. Elle donne naissance à Julia sept mois plus tard, le 20 décembre 1937, mais Julia meurt l'année suivante de la rougeole, en mai 1938. Elle a une autre fille Constancia née le 9 février 1941, seulement neuf mois avant la mort d'Esmond. Esmond était à bord d'un bombardier de la RAF abattu au large de Hambourg, il avait 23 ans. Constancia se mariera avec un activiste afro-américain de treize ans son aîné, l'activiste James Forman.
En 1943, Jessica Mitford se remarie avec un avocat juif, Robert Treuhaft, et ils s'inscrivent ensemble au Parti communiste américain. Ils s'installent à Oakland en Californie. Ils s'engagent à fond dans la lutte pour les droits civiques des noirs, même après leur départ du parti communiste en 1956. Elle publie un roman Hons and Rebels en 1960, mais c'est surtout The American Way of Death en 1963 qui la fait connaitre : il s'agit d’une enquête, à la manière d'Upton Sinclair, sur les pompes funèbres américaines pour qui tous les moyens sont bons dans le but de faire dépenser de l'argent aux familles en deuil.

## Influence
J. K. Rowling, auteure de la série des Harry Potter, a déclaré en 2002 : « L'écrivain qui m'a le plus influencée, sans aucun doute, est Jessica Mitford. Lorsque ma grand-tante m'a offert Hons and Rebels, alors que j'avais 14 ans, elle est instantanément devenue mon héroïne. Elle s'est enfuie de la maison pour se battre dans la guerre civile espagnole, emportant avec elle un appareil photo qu'elle avait acheté avec l'argent de son père. J'aurais aimé avoir le courage de faire une chose pareille. J'aime beaucoup le fait qu'elle ne se soit jamais départie de la vision des choses qu'elle avait à l'adolescence, demeurant fidèle à ses convictions politiques — une socialiste autodidacte — toute sa vie. Je crois avoir lu tout ce qu'elle a écrit. J'ai même appelé ma fille Jessica Rowling Arantes en son honneur. »

## Œuvres
- Hons and Rebels ou Daughters and Rebels (1960)
- The American Way of Death (1963)
- The Trial of Dr Spock, the Rev. William Sloane Coffin, Jr., Michael Ferber, Mitchel Goodman, and Marcus Raskin (1970)
- Kind and Usual Punishment: The Prison Business (1973)
- A Fine Old Conflict (1977)
- The Making of a Muckraker (1979)
- Poison Penmanship: The Gentle Art of Muckraking (1979)
- Grace Had an English Heart: The Story of Grace Darling, Heroine and Victorian Superstar (1988)  (ISBN 0-525-24672-X)
- The American Way of Birth (1992)
- The American Way of Death Revisited (1998)
- Decca: The Letters of Jessica Mitford (2006)  (ISBN 0-375-41032-5)